# Scolopocryptops quadrisulcatus
Scolopocryptops quadrisulcatus är en mångfotingart som beskrevs av Daday 1891. Scolopocryptops quadrisulcatus ingår i släktet Scolopocryptops och familjen Scolopocryptopidae.
Artens utbredningsområde är Venezuela. Inga underarter finns listade i Catalogue of Life.